# معركة تراغن
كانت معركة تراغن معركة بين الجيش الوطني الليبي وجماعة مسلحة تشادية في تراغن في 27 ديسمبر 2018.

## الخلفية
بعد اندلاع الحرب الأهلية الليبية الثانية في عام 2014، بسبب تقاتل العديد من الفصائل المسلحة للسيطرة على ليبيا، بدأت الأطراف الليبية المختلفة في توظيف مرتزقة تشاديين وسودانيين للقتال من أجلهم. ونتيجة لذلك، عبرت الجماعات المسلحة (بما في ذلك المتمردين) إلى ليبيا، وصارت أكثر انخراطًا في السياسة المحلية. إحدى الجماعات المتمردة التي أصبحت نشطة في ليبيا هي "مجلس القيادة العسكرية لإنقاذ الجمهورية"، وهو فصيل متمرد تشادي يسعى للإطاحة بإدريس ديبي، رئيس تشاد وديكتاتورها الفعلي منذ عام 1990.

## المعركة
في 27 ديسمبر 2018، شن جنود غير نظاميين تشاديين هجومًا مفاجئًا على معسكر لواء المشاة العاشر التابع لخليفة حفتر الموالي للجيش الوطني الليبي في تراغن. استخدم المسلحون الذين تم وصفهم على أنهم مدربون جيدًا، 10 سيارات وعربة مدرعة لاجتياح جزء من المخيم في البداية، بما في ذلك مقره، حيث قتلوا قائد الكتيبة 181 اللواء المقدم خالد مسعود رحومة. أصيب مساعد قائد حامية الجيش الوطني الليبي العقيد جمعة الثابت وأسرته القوات غير النظامية.
احتشدت قوات الحامية المفاجئة، ومع ذلك، بدعم من المدنيين المحليين شنت هجومًا مضادًا. إلى جانب الثابت، أصيب 12 جنديًا آخرًا وسط القتال. وبعد حوالي ساعتين إلى ثلاث ساعات من القتال، أجبر التشاديون على التراجع تحت نيران كثيفة بحلول منتصف النهار. تركوا العقيد الثابت وراءهم، لكنهم تمكنوا من الانسحاب مع 24 إلى 34 مركبة عسكرية تم الاستيلاء عليها.

## العواقب
ردًا على الهجوم، بدأت حامية الجيش الوطني الليبي في تراغن حملة تمشيط أمنية في المنطقة، على أمل العثور على المهاجمين والقضاء عليهم. تعقب جنود الجيش الوطني الليبي التشاديين، الذين عرّفوهم في البداية على أنهم متمردين أو قطاع طرق، حتى غدوة. ما حدث عندما وصلوا هناك متنازع عليه. وفقًا لـArab Weekly، لم يجدوا متمردين حاضرين،. في حين أفادت ليبيا هيرلد أنهم واجهوا وهزموا مفرزة من المقاتلين التشاديين. وفي كلتا الحالتين، أطلق جنود لواء المشاة العاشر سراح 22 رهينة في غدوة. كان يعتقد في السابق أن هؤلاء الأشخاص قد اختطفهم مسلحون يشتبه في أنهم من مقاتلي تنظيم الدولة الإسلامية خلال غارات وحشية على المنطقة خلال أكتوبر ونوفمبر 2018. في ذلك الوقت، أعلن تنظيم الدولة الإسلامية مسؤوليته عن الغارات. أدى اكتشاف قاعدة تشادية متشددة استضافت رهائن من تنظيم الدولة الإسلامية إلى تساؤل المسؤولين الليبيين عما إذا كانت هناك روابط محتملة بين المتمردين التشاديين والجهاديين الليبيين. علاوةً على ذلك، وبعد أيام قليلة من معركة تراغن، تم القبض على عضو بارز من مجلس القيادة العسكرية لإنقاذ الجمهورية في طرابلس، مما أدى إلى مزيد من التكهنات حول طبيعة المهاجمين التشاديين. مع ذلك، زعمت ليبيا هيرلد لاحقًا أن التشاديين في غدوة ينتمون إلى ميليشيا أخرى غير تلك التي هاجمت تراغن.
أدانت الفصائل السياسية الليبية المختلفة وكذلك السكان المحليون الهجوم، في حين زعمت إحدى الجماعات التشادية المعارضة، «الجيش الثوري الشعبي التشادي»، نيابة عن المعارضة التشادية، عدم مشاركة أي تشاديين في القتال. عزز الجيش الوطني الليبي وجوده في المنطقة بسبب معركة تراغن. في 2 يناير 2019، أرسل خليفة حفتر قوات إضافية إلى جنوب ليبيا، وشن الجيش الوطني الليبي هجومًا لطرد القوات المتنافسة، بما في ذلك الميليشيات التشادية، من المنطقة في منتصف يناير.